# 歌川国麿 (2代目)
二代目 歌川国麿（にだいめ うたがわ くにまろ、生没年不詳）とは、明治時代の浮世絵師。

## 来歴
歌川国麿の門人かといわれる。本姓は横山、俗称近二。歌川の画姓を称し一円斎、菊哉と号す。作画期は明治10年代頃で、東京の名所絵や風俗画などを描く。

## 作品
- 「東京名所図絵　両国橋大花火」　大判錦絵3枚続　※版行年未詳
- 「とりづくし」　町田市立国際版画美術館所蔵